# Every Time I Die
Every Time I Die war eine US-amerikanische Metalcore-Band aus Buffalo, New York.

## Bandgeschichte
Die Band wurde von den beiden Brüdern Keith und Jordan Buckley gegründet. Sie nahmen den Gitarristen Andrew Williams, den Bassisten John McCarthy und den Schlagzeuger Michael „Ratboy“ Novak in die Band auf. Auf ihrer ersten kleinen Tour durch Buffalo und Toronto traf die Band den Goodfellow-Records-Produzenten Chris Logan, der die erste EP Burial Plot Bidding War 2000 veröffentlichte. Ein Jahr später erschien Last Night in Town, das erste Studioalbum der Band. Bis zum Album The Big Dirty 2007 veröffentlichte Every Time I Die alle Alben bei Ferret Records. Vor den Aufnahmen zu New Junk Aestetic (2009) wechselte man zu Epitaph Records.
Am 6. März 2012 erschien mit dem von Joe Barresi (Tool, The Melvins, Queens of the Stone Age) produzierten Ex Lives das sechste Studioalbum der Band. Vorbestellungen wurden schon zwei Wochen zuvor verschickt. Das nachfolgende Album From Parts Unknown wurde von Kurt Ballou produziert und am 8. Juli 2014 veröffentlicht. Im Jahr 2016 folgte Low Teens, das erstmals auch in den Albumcharts in Deutschland und im Vereinigten Königreich gelistet wurde.
Alle Alben der Band ab 2005 konnten die US-amerikanischen Billboard 200 erreichen, die letzten drei Alben ab 2012 erzielten jeweils Platzierungen in den Top 25.
Anfang Dezember wurde bekannt gegeben, dass Sänger Keith Buckley die laufende US-Tour der Band drei Konzerte vor Ende verlassen hat, um sich auszuruhen und auf die kommenden Shows vorzubereiten. Die drei letzten Shows der Tour sollten ohne Sänger gespielt werden. Am selben Tag gab Keith Buckley bekannt, dass er die Tour verlassen habe, da er beim Meditieren vor einem Konzert hörte, wie sein Bruder im Nebenraum darüber sprach, dass die Band über seine Entlassung diskutierte. Keith Buckley und die Band waren zu diesem Zeitpunkt in separaten Bussen unterwegs, da er trocken war und sich von Alkohol fernhalten wollte. Die Band sagte daraufhin am nächsten Tag die verbleibenden Konzerte ab und kündigte an, die Probleme im Privaten zu lösen. Am 18. Januar 2022 gab die Band bekannt, dass sie in keinem Kontakt mit Keith mehr ständen und die Band daher Geschichte sei. Keith Buckley behauptete jedoch, bereits im Dezember von der Band gefeuert worden zu sein.

## Nebenprojekte
Keith Buckley war ebenfalls Sänger bei der Supergroup The Damned Things.

## Diskografie

### Alben
| Jahr | Titel Musiklabel                   | Höchstplatzierung, Gesamtwochen, AuszeichnungChartplatzierungen (Jahr, Titel, Musiklabel, Platzierungen, Wochen, Auszeichnungen, Anmerkungen) | Höchstplatzierung, Gesamtwochen, AuszeichnungChartplatzierungen (Jahr, Titel, Musiklabel, Platzierungen, Wochen, Auszeichnungen, Anmerkungen) | Höchstplatzierung, Gesamtwochen, AuszeichnungChartplatzierungen (Jahr, Titel, Musiklabel, Platzierungen, Wochen, Auszeichnungen, Anmerkungen) | Anmerkungen                                                        |
| Jahr | Titel Musiklabel                   | DE | UK | US | Anmerkungen                                                        |
| ---- | ---------------------------------- | --- | --- | --- | ------------------------------------------------------------------ |
| 2001 | Last Night in Town Ferret Music    | — | — | — | Erstveröffentlichung: 14. August 2001 Wiederveröffentlichung: 2004 |
| 2003 | Hot Damn! Ferret Music             | — | — | — | Erstveröffentlichung: 1. Juli 2003                                 |
| 2005 | Gutter Phenomenon Ferret Music     | — | — | US71 (2 Wo.)US | Erstveröffentlichung: 23. August 2005 Wiederveröffentlichung: 2006 |
| 2007 | The Big Dirty Ferret Music         | — | — | US41 (2 Wo.)US | Erstveröffentlichung: 4. September 2007                            |
| 2009 | New Junk Aesthetic Epitaph Records | — | — | US46 (2 Wo.)US | Erstveröffentlichung: 15. September 2009                           |
| 2012 | Ex Lives Epitaph Records           | — | — | US25 (2 Wo.)US | Erstveröffentlichung: 6. März 2012                                 |
| 2014 | From Parts Unknown Epitaph Records | — | — | US22 (2 Wo.)US | Erstveröffentlichung: 1. Juli 2014                                 |
| 2016 | Low Teens Epitaph Records          | DE80 (1 Wo.)DE | UK89 (1 Wo.)UK | US23 (1 Wo.)US | Erstveröffentlichung: 23. September 2016                           |
| 2021 | Radical Epitaph Records            | DE87 (1 Wo.)DE | UK73 (1 Wo.)UK | US45 (1 Wo.)US | Erstveröffentlichung: 22. Oktober 2021                             |

### EPs
- 2000: Burial Plot Bidding War (Wiederveröffentlichung 2003)
- 2015: Salem

### Videoalben
- 2006: Shit Happens
- 2010: Shit Happens – The Series